# Robert Taschereau
Robert Taschereau, né le 10 septembre 1896 à Québec et mort le 26 juillet 1970 à Montréal, est juriste canadien. Il est devenu juge puîné de la Cour suprême du Canada en 1940, puis a été promu juge en chef en 1963. Il est resté en poste jusqu'en 1967.

## Biographie

### Famille
Son père, Louis-Alexandre Taschereau, fut premier ministre du Québec, tandis que son grand-père, Jean-Thomas Taschereau, servit également en tant que juge à la Cour suprême du Canada. Ce dernier était le cousin de Henri Elzéar Taschereau, qui lui succéda à la Cour suprême du Canada et qui en devint plus tard juge en chef.

### Juge en chef
À la suite de la mort de Georges Vanier, il a agi à titre de gouverneur général du Canada du 5 mars au 17 avril 1967. Son épouse Ellen, née en 1903, est décédée en 1977.

## Distinctions
Il est membre compagnon de l'Ordre du Canada.